# Artézi gőz- és kádfürdő (Jászberény)
A jászberényi Artézi gőz- és kádfürdő díszes, keleti stílusú épülete a Fürdő utcában állt, a Zagyva partján. A gőzmalom-alapító Fecske János fia, az ifjabb Fecske János építtette 1896-ban a malom mellett és nyitotta meg az intézményt 1897-ben. 1904-ben ugyanitt villanytelepet létesített, amely elektromos árammal látta el a városközpontot. Mivel a fürdő üzemeltetése és a villanyszolgáltatás nemhogy nem járt haszonnal, hanem ráfizetéses volt, s a közfürdőben pedig kevés vendég fordult meg, így az utolsó tulajdonos, Fecske Sándor (1891-1970) Rigó Ferencnek adta el az intézményt, aki teljesen átépíttette azt. 1941 óta a Lehel mozi üzemel az épületben.

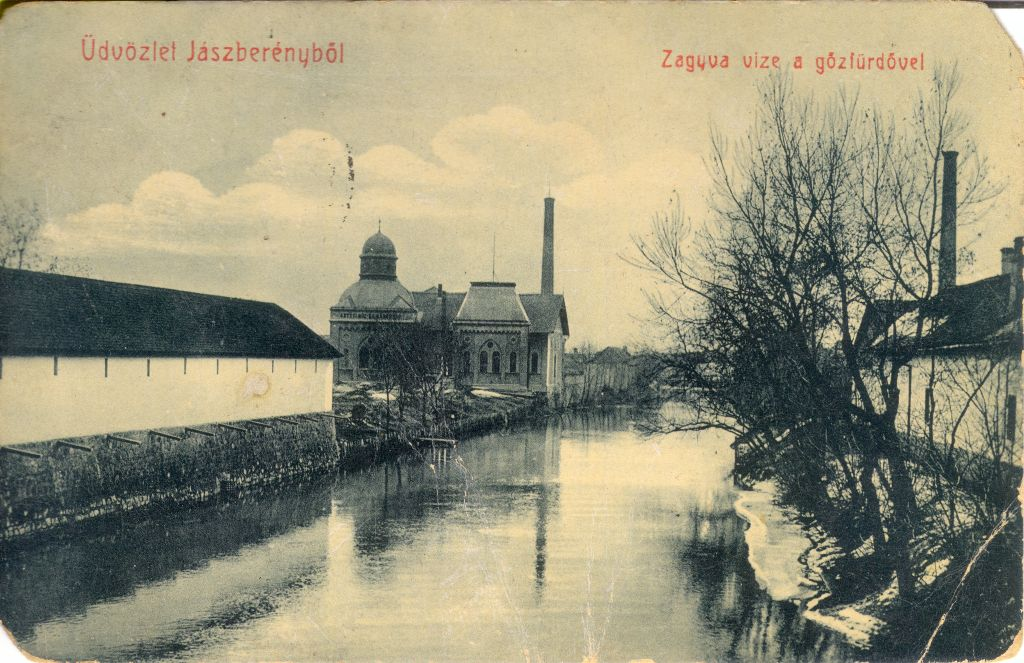
Artézi gőz- és kádfürdő; Jászberény

## Lásd még
- Török–magyar barátság emlékműve (Jászberény)
- Kőhíd (Jászberény)